# Sylvain Kahn
 (septembre 2023).
 (mars 2022).
Sylvain Kahn (né en 1966) est un spécialiste de l'histoire récente de l'Europe. Professeur agrégé d'histoire et docteur en géographie, il enseigne à Sciences Po. Il a animé et produit pendant dix ans (2006-2016) une émission consacrée à la géographie diffusée sur France Culture et intitulée Planète Terre. Il est auteur ou co-auteur d'ouvrages qui traitent de l'histoire de la construction européenne.

## Biographie

### Jeunesse et études
Sylvain Kahn est un ancien élève de l'École normale supérieure de Fontenay-aux-Roses en section lettres, sciences humaines de 1986 à 1990. Il est reçu à l'agrégation d'histoire. En 2017, il devient docteur avec une thèse en géographie à l'université Sorbonne Paris Cité sous la direction de Christian Grataloup, intitulée La Territorialité de l'Union européenne. Géohistoire du territoire de la construction européenne.

### Parcours professionnel
En 1998, il rejoint le cabinet du ministre de l’Éducation nationale et de la Recherche en tant que conseiller technique pour les affaires européennes. Il quitte ce poste en 2001. Il est chargé des affaires européennes au conseil régional de Poitou-Charentes de 1998 à 2005.
Il est membre associé du laboratoire Géographie-cités, CNRS UMR 8504, équipe d'épistémologie et histoire de la géographie (EHGO).
Sylvain Kahn est chercheur permanent à l'Institut d'études politiques de Paris. Il y enseigne l'histoire et organise plusieurs séminaires sur l'Union européenne depuis 2001. Il fait partie du Centre d'histoire de Sciences Po. Sous la direction de Richard Descoings, Sylvain Kahn est nommé délégué aux affaires européennes.
Ses travaux portent principalement sur deux sujets : la place et le rôle de l’État-nation dans la construction européenne ; la caractérisation de la territorialité de l’Union européenne. 

### Autres fonctions
Sylvain Kahn a aussi été producteur de l’émission de géographie Planète Terre sur la radio nationale France Culture (2006-2016). Il a été éditorialiste sur le media digital Explicite, Euradionantes et Europe 1.
Il a été membre du jury d’entrée de l'École nationale d'administration.

## Publications

### Ouvrages
- L'Europe face à l'Ukraine, 2024
- Histoire de la construction de l'Europe depuis 1945, PUF, 2021
- Le Pays des Européens (avec Jacques Lévy), Odile Jacob, 2019
- Géopolitique de l'Union européenne, Armand Colin, 2007.
- Histoire de la construction de l'Europe depuis 1945, PUF, 2011
- Co-direction du Dictionnaire critique de l'Union européenne, Armand Colin, 2008

### Articles
- « L' Europe dans la nouvelle donne mondiale : le risque de devenir une province de la mondialisation à la chinoise », Terra nova, juillet 2021
- « Ce que la crise de la Covid-19 nous dit de l'UE », The Conversation[6], 2021
- « Le coup de force de Loukachenko souligne l’impuissance de l’UE », The Conversation[7], 2021
- « Culture vivante : La Reine Margot, ce manifeste féministe sombre et flamboyant », The Conversation[8], 2021
- « Culture vivante : le Louvre, haut lieu et personnage central dans La Reine Margot », The Conversation[9], 2021